# Acantholimon afanassievii
Acantholimon afanassievii är en triftväxtart som beskrevs av Igor Alexandrovich Linczevski. Acantholimon afanassievii ingår i släktet Acantholimon och familjen triftväxter. Inga underarter finns listade i Catalogue of Life.